# Аркма
А́ркма (ест. Arkma küla) — село в Естонії, у волості Тюрі повіту Ярвамаа.

## Населення
Чисельність населення на 31 грудня 2011 року становила 51 особу.

## Географія
Через населений пункт проходить автошлях 49 (Імавере — Вільянді — Карксі-Нуйа). Від села починається дорога 26 (Тюрі — Аркма).